# Alex Chow

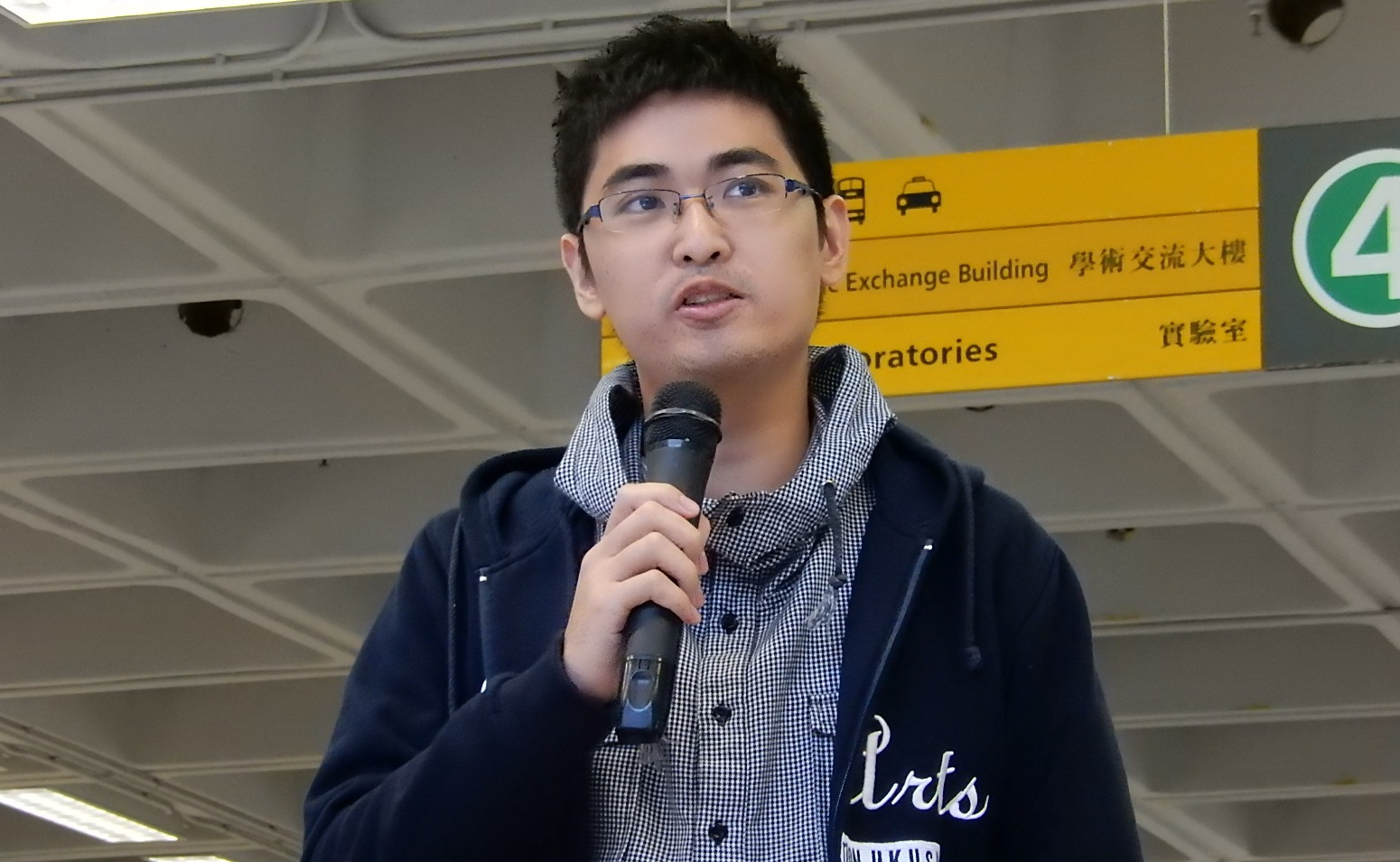
Alex Chow Yong-Kang (2014)

Alex Chow Yong-kang (chinesisch: 周永康; Sidney Lau: Jau1 Wing5 Hong1; * 18. August 1990) ist ein Aktivist aus Hong Kong und momentan Doktorand an der University of California, Berkeley im Fach Geographie. Er ist ehemaliger Generalsekretär der Studentenföderation Hongkongs und ehemaliger Vize-Präsident des Studentenwerks der Hong Kong University.

## Occupy Central
Chow gehörte zu den Hauptorganisatoren der Occupy Central Kampagne. Nach einer jährlichen pro-demokratischen Kundgebung organisierte er am 1. Juli 2014 eine Sitzblockade an der Chater Road in Hongkong, die gewaltsam von der Polizei aufgelöst wurde. Dabei wurden 511 Menschen festgenommen. Laut Chow „reicht es nicht, den Marsch und die Versammlung jedes Jahr zu wiederholen. Wir müssen zu einer Bewegung des zivilen Ungehorsams werden“. Später schrieb er, dass „die Demokratiebewegung in den letzten 30 Jahren zu langsam und akribisch war. Die Kraft des zivilen Ungehorsams liegt ... in Blut und Tränen von jedem, der hinter ihr steht“.

## Umbrella-Bewegung

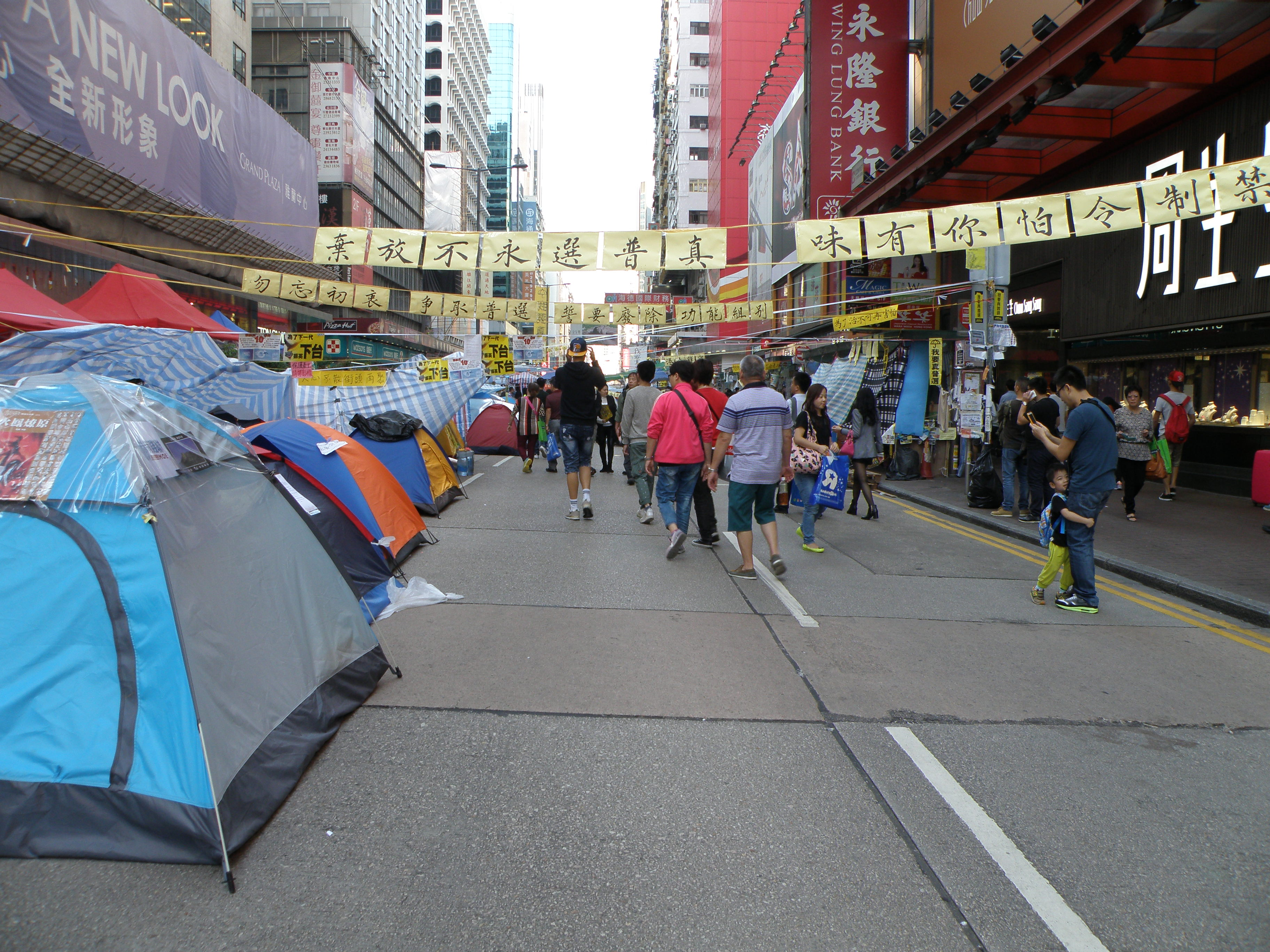
Nathan Road während der Umbrella-Bewegung 2014

In den Anfängen der Umbrella-Bewegung war Chow ein einflussreicher Organisator und Redner. Laut Berichten soll er bei einer Ansage an Demonstranten verkündet haben: „Dies ist keine Bewegung der Studenten, dies ist eine Bewegung der Hongkonger“. Der New York Times sagte er, dass „Einwohner eventuell Regierungseinrichtungen einnähmen.“ Als die Studentenföderation am 5. Oktober zustimmte, mit der Regierung in Dialog zu treten, verkündete Chow, dass die Gespräche sofort beendet werden würden, sollten Demonstranten gewaltsam geräumt werden. In einer Rede im Hauptprotestcamp erklärte er: „Ein Dialog ist kein Kompromiss. Wir werden Gespräche mit der Regierung vereinbaren, weil wir verstehen, dass es sowohl in der Regierung als auch hier Leute gibt, die gesellschaftliche Probleme lösen wollen. Wir werden nicht zurückweichen.“
Nach missglückten Versuchen, Treffen mit Beamten über lokale Kanäle zu organisieren, wurde die Einreise von Chow und zwei anderen Studenten am 15. November auf das chinesische Festland verhindert. Dort wollten sie chinesische Beamte treffen. Die Gruppe, zu der neben Chow Nathan Law und Eason Chung gehörten, erfuhren von Mitarbeitern der Airline, dass die Behörden des Festlands ihre Genehmigungen für die Heimkehr widerrufen hatten und ihnen dadurch verboten worden war, das Flugzeug nach Peking zu betreten.
Chow wurde am 21. Juli 2016 zusammen mit zwei prominenten Anführern der pro-demokratischen Bewegung Hongkongs, Nathan Law und Joshua Wong verurteilt. Ihnen wurde vorgeworfen, eine rechtswidrige Versammlung (in Chows Fall Anstiftung) während einer Demonstration am Civic Square, Central Government Complex bei Tamar veranstaltet zu haben, die die 79-tägigen Sit-ins der Occupy-Bewegung im Jahr 2014 angestoßen haben soll. Er wurde am 15. August wegen einer Bewährungsstrafe zu drei Wochen Haft verurteilt. Ein Jahr später wurde dieses Urteil nach einer Berufung durch die Regierung vom Gericht auf sieben Monate verlängert. Die Berufung wurde von Politikern und Rechte-Aktivisten aus mehreren Ländern verurteilt, die Chow, Wong und Law als „politische Gefangene“ bezeichneten. Chris Patten, ehemaliger Gouverneur Hongkongs, sagte, an ihre Namen würde auch dann noch erinnert werden „lange nachdem niemand mehr weiß, wer ich war oder wer Präsident Xi Jinping war“. Das Urteil, solange es nicht durch eine Berufung widerlegt wurde, würde auch dazu führen, dass Chow sich nicht mehr für die Wahl des Legislativrats im Juli 2021 qualifizieren könnte.
Im Februar 2018 gewannen Chow, Law und Wong eine Berufung am Court of Final Appeal, der ihre Haftstrafen kippte, nachdem eine fünfköpfige Jury zu dem Schluss gekommen war, die Strafen würden „rückwirkend“ einen neuen Standard anwenden. Das Trio wurde vorher zu leichteren Strafen verurteilt, bei denen Wong und Law Sozialstunden leisten mussten und Chow eine verkürzte Haftstrafe erhielt. Laut der Menschenrechtsforscherin Maya Wang wurde der Fall von der Regierung Hongkongs genutzt, um zu sehen, wie weit sie politischer Verfolgung nachgehen könne und um „die Bemühungen, pro-demokratische Stimmen zu schwächen, zu verdoppeln“. Außerdem sagte sie, dass „niemand wegen eines friedlichen Protests verfolgt werden sollte.“
Während Chows Haft erkundigte sich die London School of Economics, an der Chow studierte, nach der Sammlung von fast 5000 Unterschriften bei einer Petition bei der britischen Regierung und der Regierung Hongkongs nach Chows Zustand. Chow war gerade dabei, Doktorand an der University of California in Berkeley zu werden, als er im August 2016 unerwartet verhaftet wurde. 2016 begann er ein Masterstudium an der London School of Economics, gefolgt von einer Promotion an der University of California, Berkeley.